# Hohenbrunn

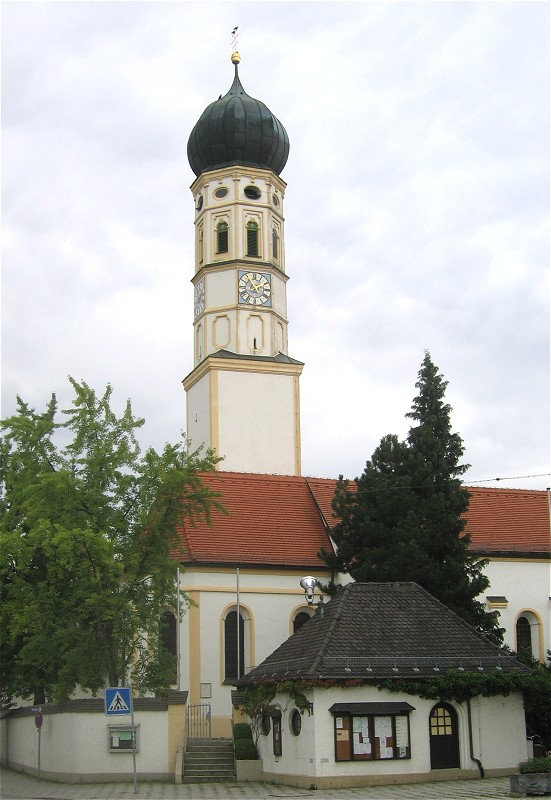
Kościół pw. św. Stefana (St. Stephanus)

Hohenbrunn – miejscowość i gmina w Niemczech, w kraju związkowym Bawaria, w rejencji Górna Bawaria, w regionie Monachium, w powiecie Monachium. Leży około 15 km na południowy wschód od centrum Monachium, przy autostradzie A99 i drodze B471.

## Dzielnice
- Hohenbrunn
- Riemerling

## Demografia
Dane o ludności z 31 grudnia 2008:
| Opis                                | Ogółem | Ogółem | Kobiety | Kobiety | Mężczyźni | Mężczyźni |
| ----------------------------------- | ------ | ------ | ------- | ------- | --------- | --------- |
| Jednostka                           | osób   | %      | osób    | %       | osób      | %         |
| Populacja                           | 8872   | 100    | 4511    | 50,85   | 4361      | 49,15     |
| Wiek przedprodukcyjny (0–17 lat)    | 1700   | 19,16  | 869     | 9,79    | 831       | 9,37      |
| Wiek produkcyjny (18–65 lat)        | 5309   | 59,84  | 2620    | 29,53   | 2689      | 30,31     |
| Wiek poprodukcyjny (powyżej 65 lat) | 1863   | 21     | 1022    | 11,52   | 841       | 9,48      |

## Polityka
Wójtem gminy jest Stefan Straßmair z CSU, rada gminy składa się z 20 osób.
|      | CSU | SPD | ÜWG-FW | Zieloni | FDP | Razem |
| 2008 | 9   | 3   | 3      | 4       | 1   | 20    |
| 2002 | 9   | 5   | 3      | 2       | 1   | 20    |